# Kydoniá
Kydoniá är en ort i Grekland.   Den ligger i prefekturen Nomós Imathías och regionen Mellersta Makedonien, i den norra delen av landet, 300 km norr om huvudstaden Aten. Kydoniá ligger 7 meter över havet och antalet invånare är 222.
Terrängen runt Kydoniá är huvudsakligen platt, men åt sydväst är den kuperad. Runt Kydoniá är det ganska tätbefolkat, med 56 invånare per kvadratkilometer. Närmaste större samhälle är Alexándreia, 8,6 km nordväst om Kydoniá. Trakten runt Kydoniá består till största delen av jordbruksmark.